# Federación Internacional de Sóftbol

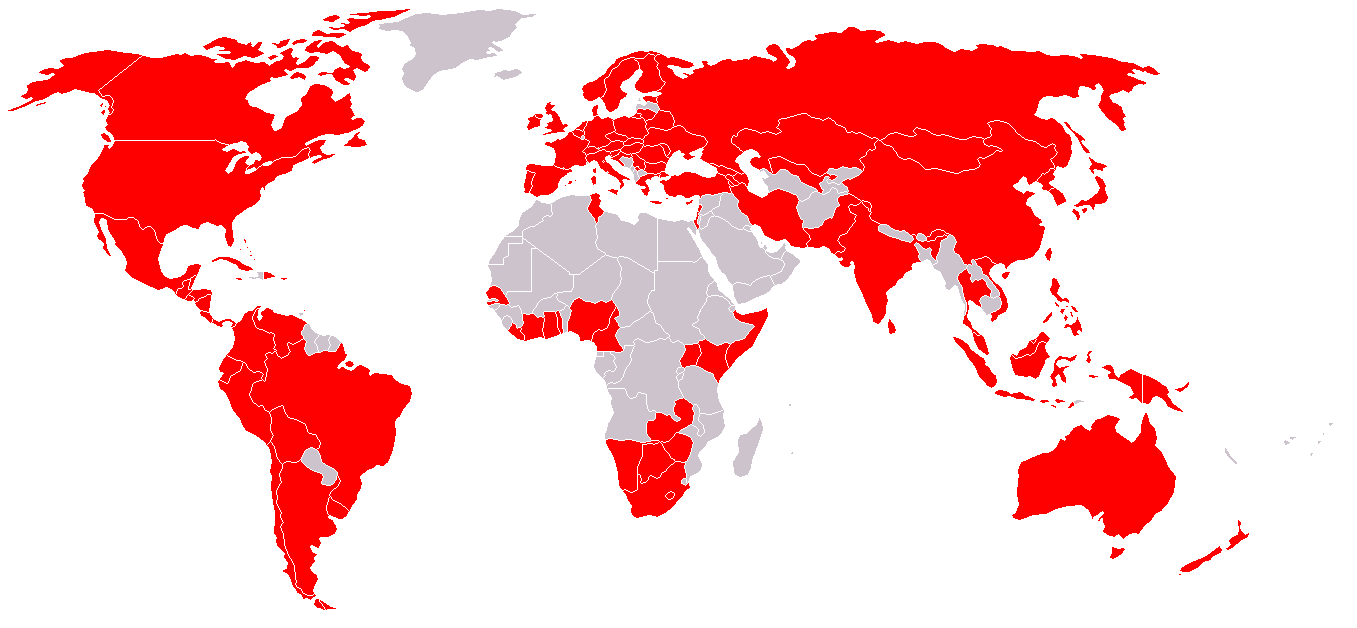
Países miembros de la ISF.

La Federación Internacional de Sóftbol (en inglés International Softball Federation) (ISF) es el organismo rector mundial del sóftbol, reconocido por el Comité Olímpico Internacional y por la Asociación General de Federaciones Internacionales Deportivas.
Creado en 1887 por George Hancock,  la FIS (ISF, en sus siglas inglesas) organiza y dirige competencias de Campeonatos Mundiales de Softbol Masculino y Femenino en las modalidades de lanzamiento rápido, lanzamiento modificado, lanzamiento lento, en las categorías no profesionales y juveniles. La FIS sanciona campeonatos regionales, además de proveer soporte técnico a los juegos regionales (multideportivos). Adicionalmente la FIS califica los equipos para la competencia de softbol olímpico en coordinación con el COI, provee las reglas oficiales de juego para competencia internacional, incluyendo pero no limitado a los juegos olímpicos, campeonatos mundiales, campeonatos regionales y otras competencias sancionadas.
La FIS afilia a las asociaciones y federaciones de los estados como miembros y organiza un congreso bienal para sus afiliados. La FIS es una corporación sin fines de lucro constituida en los Estados Unidos de América, y tiene su sede principal en Plant City, Florida, Estados Unidos.